# Inazole
Inazole est une commune rurale du Mali de l'arrondissement central de Ménaka, dans le cercle de Ménaka et la région de Ménaka. La commune a pour chef-lieu la localité de Inazole.

## Géographie
La localité de Tibinkar, village de la commune rurale, est située à 31 km au sud-ouest du chef-lieu de cercle Ménaka.

## Histoire
La commune est créée en 2018.

## Villages et fractions
La commune est composée de 7 localités, dont 4 villages. :
- Inazole
- Tibinkar
- Tidimbawène (Ichidenharen)
- Tinaman Malolnen

et 3 fractions :
- Arabe Foulane Inazole
- Imakalkalane
- Imakalane III